# 牧島有希
牧島有希（日语：牧島 有希，1976年9月9日—），日本配音員、旁白。出身於兵庫縣神戶市。A型血。
出道後經歷Marcus，現所屬青二Production（經由青二塾進入）。

## 人物
出道作是1997年1月19日參加遊戲《青澀之戀》的12位女主角之一保坂美由紀。並與同期的岡田純子、岡本麻見、鈴木麗子、今野宏美、西口有香共6人並稱「兔子組」（全員都是Marcus所屬）。Marcus歇業之後，才經由聲優培訓學校青二塾加入現在所屬的青二Production。
2006年，牧島為電腦遊戲《純愛手札 Online》和同名遊戲改編動畫《純愛手札Only Love》女主角天宮小百合獻聲而廣為人知。此作亦是她第一次為動畫女主角配音的作品。
2008年4月，牧島在自己的部落格表示已經結婚。次年2009年8月20日宣布兒子誕生。

## 演出
粗體字表示主要角色。

### 電視動畫
1998年
- 青澀之戀（保美由紀）

2000年
- 沉默的未知（薇奧瑞塔）
- 銀河冒險戰記（ブリッジクルー）
- GEAR戰士電童（女性廣播）

2001年
- RUN=DIM（接線員、GF基地接線員）

2002年
- Witch Hunter ROBIN（事務員）

2005年
- Keroro軍曹（女僕）
- ONE PIECE（Unknows）

2006年
- 銀色的Olynssis（日语：銀色のオリンシス）（接線員）
- 純愛手札 Only Love（天宮小百合）

2007年
- MOONLIGHT MILE（日语：MOONLIGHT MILE）（猿渡明美、伊莎貝爾・杜亞）

2008年
- TYTANIA -泰坦尼亞-（芙蘭希亞）

### OVA
2007年
- 交響曲傳奇 The Animation 希爾瓦蘭特篇（普羅尼瑪）

2008年
- 問答魔法學院（莉迪雅）

2010年
- 交響曲傳奇 The Animation 泰瑟亞蘭篇（普羅尼瑪）
- 名偵探柯南 MAGIC FILE4 通往大阪什錦煎餅的艱辛之路[[[Wikipedia:格式手册/链接#章節|錨點失效]]]（女高中生）

2011年
- 交響曲傳奇 The Animation 世界統合篇（普羅尼瑪）

### 網路動畫
2001年
- 怪醫黑傑克（母親）

### 遊戲
- 問答魔法學院系列（莉迪雅）
- （麗）

1997年
- 卒業 Vacation（戶塚泉）

1998年
- 青澀之戀（保美由紀）
- 青澀寶貝（保美由紀）

2000年
- 青澀之戀2（保坂美由紀）

2001年
- AIR（白穗）
- 青澀之戀 ～約束（保坂美由紀）
- 見羽天使 ～1st Sunny Side～（日语：てんたま）（吉澤初音）
- 松本零士999 ～Story of Galaxy Express 999～（日语：松本零士999 〜Story of Galaxy Express 999〜）
- 潛龍諜影2 自由之子

2002年
- Milky Season（日语：Milky Season）（遠山沙知繪）
- Reveal Fantasia ～瑪莉艾露路與妖精物語～（日语：リーヴェルファンタジア〜マリエルと妖精物語〜）（嘉西）

2003年
- 光明騎士4（日语：グローランサーIV）（芙蕾妮）
- 召喚夜響曲3（謝里琉）
- 交響曲傳奇（普羅尼瑪）
- 夏夢夜話（日语：夏夢夜話）（夏目小鳥、蓋蒂亞）

2004年
- Sentimental Prelude（日语：センチメンタルプレリュード）（保美由紀）
- 見羽天使2wins（吉澤初音）
- 多羅羅（美奧）
- BLACK/MATRIX OO（日语：ブラックマトリクス）（基洛塔）

2005年
- 劍魂III（自創角色・少女1）

2006年
- 純愛手札 ONLINE（日语：ときめきメモリアルONLINE）（天宮小百合）
- 家用星象儀 攜帶版（日语：プラネタリウムクリエイター 大平貴之監修 ホームスター ポータブル）（旁白）
- 符文工廠 -新牧場物語-（夏蓉）

2007年
- 交響曲傳奇 Vol.2（日语：テイルズ オブ ファンダム Vol.2）（女性）
- 龍影咒（荷莉·法拉梅爾）
- BAROQUE（日语：バロック (ゲーム)）（威利姆）
- 路尼亞戰記（媞亞）

2008年
- （女性指導員）
- 戀運成真（日语：トゥルーフォーチュン）（高村正子）
- 無雙OROCHI 蛇魔再臨（女媧）
- 聖劍同盟（艾梅洛尼、艾莉娜）

2009年
- 劍魂 Broken Destiny（自創角色）
- 末世巡禮 ～再見了月之廢墟～（無法入眠的少女）

2011年
- GROW LANSER IV Over Reloaded（日语：グローランサーIV）（芙蕾妮）
- 無雙OROCHI 2（輝夜姬、女媧）

2012年
- 無雙OROCHI2 Special（輝夜姬、女媧）
- 無雙OROCHI2 Hyper（輝夜姬、女媧）

2018年
- 無雙OROCHI 3（輝夜姬、女媧[6]）

### 廣播節目
- 青澀之夜
- 歸來的青澀之夜（日语：帰ってきたセンチメンタルナイト）
- 只有青澀之夜2（日语：onlyセンチメンタルナイト2）
- ES時間 電台的時間（日语：ESアワー ラジヲのおじかん）
  - 夜晚也要噗吉噗吉的巧克力電台（日语：ESアワー ラジヲのおじかん）（ES時間 電台的時間內的獨立單元）
- 網路廣播 純愛手札 Online♪廣播社（日语：ときめきメモリアルONLINE）

### CD
- 最後大魔王 廣播劇CD VOL.1（江藤不二子）
- 卒業 Vacation（1997年8月20日，規格編號：PCCB-276）
- 卒業 Vacation 廣播劇CD 每日Communications（1997年9月3日，規格編號：PCCB-277）
- 青澀之戀相關
  - 青澀之戀2 --（1997年11月19日，規格編號：MACM-1002）
  - 青澀之戀9（1997年12月10日，規格編號：NECG-15009）
    - 《青澀之戀》角色迷你專輯（保坂美由紀）

  - 青澀之戀4 -再聚5秒前，就像相遇時一樣2-（1998年2月18日，規格編號：MACM-1004）
  - 青澀之戀V（1998年6月27日，規格編號：MACM-1010 ）
  - 青澀之戀IX（1998年11月28日，規格編號：MACM-1014）
  - 青澀之戀 Special BOX（1999年12月4日，規格編號：MACM-9003）
  - DJCD 只有青澀之夜2（日语：onlyセンチメンタルナイト2） vol.1（2000年12月25日，規格編號：MACM-1065）
  - DJCD 只有青澀之夜2 vol.2（2000年1月29日，規格編號：MACM-1066）
  - 角色CD「青澀之戀2」Vol.3（2000年3月18日，規格編號：MACM-1069）
  - 青澀之戀 Super Best （2000年3月18日，規格編號：NECL-33001）
  - 角色CD「青澀之戀2」Vol.6（2000年3月25日，規格編號：MACM-1072）
  - 青澀之戀 原聲帶廣播劇CD（2001年2月23日，規格編號：PICA-7021）
  - 青澀之戀2 Best（2001年9月29日，規格編號：NECL-50001）
- 夏夢夜話 Sound Collection（2003年10月22日，規格編號：SCDC-294）
- GROW LANSER IV 角色個人專輯（2005年5月18日，規格編號：PCCG-677）
- 純愛手札 Only Love相關
  - （2006年3月24日，規格編號：GBCM-8）
  - 二人之翼（2006年5月10日，規格編號：GBCM-9）
  - 預感（日语：予感 (牧島有希の曲)）（2006年10月25日，規格編號：GBCM-16）
  - 奇跡的碎片（日语：奇跡のかけら）（2006年11月8日，規格編號：GBCM-17）
  - 純愛手札 ～Only Love～ 角色單曲 Vol.1 天宮小百合（2006年11月22日，規格編號：GBCM-19）
    - 《純愛手札 Only Love》角色個人專輯（天宮小百合）

  - 秘密（日语：秘密 (ときめきメモリアル Only Loveのキャラクターソング)）（2007年2月7日，規格編號：GBCM-18）
  - 網路廣播 voice theater『純愛手札 Only Love』EXTRA STORY「心跳之雪」（日语：ときめきメモリアル Only Love サウンドアルバム）（2007年4月4日，規格編號：VICL-62306）
  - 純愛手札 Only Love 精選專輯 ～link to you～（日语：ときめきメモリアル Only Love サウンドアルバム）（2008年1月23日，規格編號：GBCA-22）
- 魔塔大陸2 少女們於世界中迴響的創造詩 廣播劇CD Vol.2 SIDE 克魯西（莉莉）（2008年3月26日，規格編號：FCCT-0065）

### 廣告旁白
- 聖劍傳說DS（日语：聖剣伝説DS）
- TOYATA SIENTA

## 相關項目
- SG Girls（日语：SGガールズ）

## 外部連結
- 牧島有希｜青二Production （日語）
- （日語）－牧島有希的官方個人部落格。